# Mocidade Independente do Boaçu
O Grêmio Recreativo Escola de Samba Mocidade Independente do Boaçu, também conhecida como Independentes do Boaçu, é uma escola de samba de São Gonçalo.

## História
Foi tetra-campeã do Carnaval da cidade entre 2006 e 2009. depois disto, resolveu optar por desfilar na cidade vizinha (Niterói), sendo que no primeiro ano terminou na 7º colocação, ficando próximo de forma o grupo de acesso do carnaval Niteroiense.
Em 2011, foi apontada pela crítica , como uma das favoritas ao título[carece de fontes?], mas no entanto, na apuração, terminou na 4º colocação.
Obteve a quarta colocação em 2011 e a sexta colocação em 2012. Em 2013, obteve o 5° lugar, já em 2014 obteve a 8° colocação.

## Segmentos

### Presidentes
| Nome                       | Mandato | Ref.  |
| -------------------------- | ------- | ----- |
| Everaldo Barcelos (Edinho) |         | [ 5 ] |

### Diretores
| Ano  | Diretor de Carnaval | Diretor de harmonia | Mestre de bateria | Ref. |
| ---- | ------------------- | ------------------- | ----------------- | ---- |
| 2014 | Wanderley           |                     | Rui Cabeça        |      |
| 2015 |                     |                     |                   |      |

### Mestre-sala e Porta-bandeira
| Período   | Nome                    | Ref. |
| --------- | ----------------------- | ---- |
| 2013-2014 | Zé Roberto e Thaís Romi |      |

## Carnavais
| Ano  | Colocação | Dibisão                      | Enredo                                                                     | Carnavalesco | Intérprete | Ref.        |
| ---- | --------- | ---------------------------- | -------------------------------------------------------------------------- | ------------ | ---------- | ----------- |
| 2009 | Campeã    | Grupo Especial (São Gonçalo) | Da lata do lixo, do lixo ao luxo a Boaçu, vai reciclar... até o Amor       |              |            |             |
| 2010 | 7º lugar  | ÚNICO                        | Boaçu canta São Fidélis, cidade poema Compositores: Rui Cabeça e Alex      |              |            | [ 6 ] [ 5 ] |
| 2011 | 4º lugar  | Grupo Especial (Niterói)     | Paz, amor e união, guerra e violência não                                  |              |            |             |
| 2012 | 6º lugar  | Grupo Especial (Niterói)     | Boaçu canta a vida e as obras de Roberto Silveira, nosso eterno governador |              |            |             |
| 2013 | 5º lugar  | Grupo Especial (Niterói)     | Salve Jorge. Glorioso Guerreiro da Fé                                      |              |            | [ 7 ]       |
| 2014 | 9° Lugar  | Grupo Especial (Niterói)     | No coração do Boaçu a minha paixão e a Grande Rio!                         |              |            | [ 1 ]       |
| 2015 |           | Especial                     |                                                                            |              |            |             |
| 2016 |           | Acesso                       |                                                                            |              |            |             |